# サム・ジュンカ
サム・ジュンカ 1996年11月9日 - ）は、アメリカ・カリフォルニア州サラトガ出身のプロサッカー選手。メジャーリーグサッカーのFCダラス所属。ポジションはDF （左サイドバック）。

## 経歴

### 大学時代
カリフォルニア大学バークレー校に入学後、2015年～2018年までの4年間、カレッジサッカーにおいて出場回数68回、アシスト3回を果たす。
大学時代はプレミアデベロップメントリーグ（PDL、現在のUSL2）のFCゴールデンステートフォースおよびサンフランシスコ・グレンズにてプレー。

### ヒューストン・ダイナモ
2019年1月11日、ジャンカは2019メジャーリーグサッカースーパードラフトにおいてヒューストン・ダイナモにドラフト8位で指名される。その11日後の1月22日に同チームと契約。 ダイナモでのデビューは同年6月18日、 US Open Cupでのミネソタ・ユナイテッド戦。3−2のミネソタリードのタイミングでコンチネンタル・コンペティションでの初出場を果たした。2度目の出場は7月24日、リーグスカップにおける クラブ・アメリカとの試合でサブとして出場。
ダイナモからローン移籍したことにより、2019シーズンのほとんどをUSLチャンピオンシップの２部リーグであるリオグランデバレーFCで過ごす。
リオグランデバレーFCにおける初出場は3月16日。90分フル出場、2-0でフレズノFCに敗退。
プロでの初シーズンはリオグランデバレーFCで17回の出場。

### FCダラス
2023年2月23日、FCダラスに移籍。

## 個人成績
2023年2月19日 現在
| クラブ                         | シーズン | リーグ | リーグ | リーグ | カップ | カップ | 国際大会 | 国際大会 | 合計 | 合計 |
| クラブ                         | シーズン | リーグ | 出場   | 得点   | 出場   | 得点   | 出場     | 得点     | 出場 | 得点 |
| ------------------------------ | -------- | ------ | ------ | ------ | ------ | ------ | -------- | -------- | ---- | ---- |
| FCゴールデンステート・フォース | 2017     | PDL    | 7      | 0      | 1      | 0      | —        | —        | 8    | 0    |
| サンフランシスコ・グレンズ     | 2018     | PDL    | 6      | 1      | –      | –      | —        | —        | 6    | 1    |
| ヒューストン・ダイナモ         | 2019     | MLS    | 0      | 0      | 1      | 0      | 1        | 0        | 2    | 0    |
| ヒューストン・ダイナモ         | 2020     | MLS    | 9      | 1      | —      | —      | —        | —        | 9    | 1    |
| ヒューストン・ダイナモ         | 2021     | MLS    | 22     | 0      | —      | —      | —        | —        | 22   | 0    |
| ヒューストン・ダイナモ         | 2022     | MLS    | 15     | 0      | 3      | 1      | —        | —        | 18   | 1    |
| ヒューストン・ダイナモ         | 合計     | 合計   | 46     | 1      | 4      | 1      | 1        | 0        | 51   | 2    |
| リオグランデ・バレーFC (loan)  | 2019     | USLC   | 17     | 0      | —      | —      | —        | —        | 17   | 0    |
| 通算                           | 通算     | 通算   | 76     | 2      | 5      | 1      | 1        | 0        | 82   | 3    |